# Милош Крно
Др Милош Крно (svk. Miloš Svetozár Krno; Черенчани, 7. септембар 1869 — Нови Сад, 18. мај 1917) био је словачки адвокат и национални радник.

## Образовање
Основну школу завршио је у родном граду, а гимназију у Римавској Соботи. Студирао је право у Пешти, а докторирао је у Грацу.

## Каријера
Године 1895. у Новом Саду отвара адвокатску канцеларију. Био је познат као правни заступник аграрног и урбаног пролетаријата, спреман да pro bono брани сиромашне раднике, без обзира на националну припадност. Био је чувен и по помагању словачких ђака, који су због оштрих мађаризаторских школских закона искључивани из средњих школа у северној Угарској, обезбеђујући им храну, смештај и упис у Новосадску српску гимназију.
Заједно са колегом, новосадским адвокатом Људевитом Мичатеком, покренуо је 1902. друштвено-политички часопис Долноземски Словак. Уредник и власник листа био је Милош Крно.
Основао је Словачку банку у Новом Саду и био њен први управник. Потом су основане Кисачка банка, Новчани завод у Старој Пазови и Сељачка банка у Ковачици, као и филијале штедионица у Пивницама, Селенчи и Кисачу.
Крно се борио за слободу и једнакост Словака, а 1894. године је израдио заједнички програм Конгреса немађарских националности. На челу покрета у име Словака био је др Милан Хоџа.

## Ковачички процес
Крно је 1907. године заступао словачке мештане Ковачице, који су се опирали наметању капелана мађарске националности и богослужења на мађарском језику, и због тога били ухапшени и стављени на оптуженичку клупу. Вођа незадовољника био је национални активиста Јан Чаплович.

## Болест и смрт
Милош Крно је боловао од дијабетеса и отишао је у Карлсбад на лечење. Напоран рад и болест отежавали су му живот. Растући мађарски шовинизам и прогон словачких грађана, посебно након 1914. године, довели су до интернације Крна у Дебрецин, где се није могао адекватно лечити. Иако је био веома болестан, комисија за регрутацију га је 16. маја 1917. прогласила способним за војну службу.
Умро је 18. маја 1917. године у Новом Саду, и сахрањен је на Евангелистичком гробљу.

## Породица
Милош Крно био је ожењен Олгом, са којом је имао синове Далибора и Зденка и ћерку Феодору Павлу. Његови синови су предводили новосадску српско-словачку омладину, која је поздравила побуњени словачки пук који се у Првом светском рату повлачио из Србије и од којег су добили наоружање. Зденко Крно је преузео улогу заповедника српске народне страже и у тој функцији дочекао српске трупе 9. новембра 1918. и свечано им предао град. Олга Крно била је председница првог Удружења словачких жена у Новом Саду.

## Галерија
- Портрет др Милоша Крна, рад сликара Карола Милослава Лехотског
- Писмо др Милоша Крна